# Liste des lacs des Pays-Bas
Cette liste inventorie les lacs des Pays-Bas.

## Lacs artificiels créés par la fermeture d'unedigueou équivalent
- IJsselmeer

### Autour de l'IJsselmeer et de ses polders
- Drontermeer
- Eemmeer
- Gooimeer
- Gouwzee
- Ketelmeer
- Markermeer
- Nuldernauw
- Nijkerkernauw
- Veluwemeer
- Vollenhovermeer
- Wolderwijd
- IJmeer
- Zwartemeer

### En Zélande
- Grevelingenmeer
- Veerse Meer
- Zandkreek

### Ailleurs
- Amstelmeer, Hollande-Septentrionale
- Lauwersmeer, Frise et Groningue

## Lacs de Frise
- Aldegeaster Brekken
- Burgumer Mar
- De Fluezen
- Grutte Brekken
- Grutte Gaastmar
- Idzegeaster Poel
- Hegemer Mar
- De Kûfurd
- De Leien
- De Morra
- Nannewiid
- Pikmar
- Ringwiel
- Sleattemer Mar
- Snitser Mar
- Terkaplester Puollen
- Tsjûkemar

## Lacs des provinces de la Hollande et d'Utrecht
- Alkmaardermeer
- Ankeveense Plassen
- Braassemermeer
- Brielse Meer
- Kagerplassen
- Kralingse Plas
- Langeraarse Plassen
- Loosdrechtse Plassen
- Naardermeer
- Nieuwkoopse Plassen
- Reeuwijkse Plassen
- Rottemeren
- Stooterplas
- Vinkeveense Plassen
- Westeinderplassen
- Wijde Aa
- IJ
- Zevenhuizerplas
- Zoetermeerse Plas ou Noord Aa

## Autres lacs
- Belterwijde, Overijssel
- Beulakerwijde, Overijssel
- Beuven, Brabant-Septentrional
- Bovenwijde, Overijssel
- De Bijland, Gueldre
- Giethoornsemeer, Overijssel
- Hondshalstermeer, Groningue
- Leekstermeer, Drenthe
- Maasplassen, Limbourg
- Oostvaardersplassen, Flevoland
- Paterswoldsemeer, Drenthe et Groningue
- Rhederlaag, Gueldre
- Schildmeer, Groningue
- Zuidlaardermeer, Drenthe et Groningue